# Камоника
Камо́ника (итал. Val Camonica, ломб. Al Camònega) — одна из самых больших долин в центральных Альпах, в итальянской провинции Брешиа области Ломбардия, около 90 км в длину.

## География

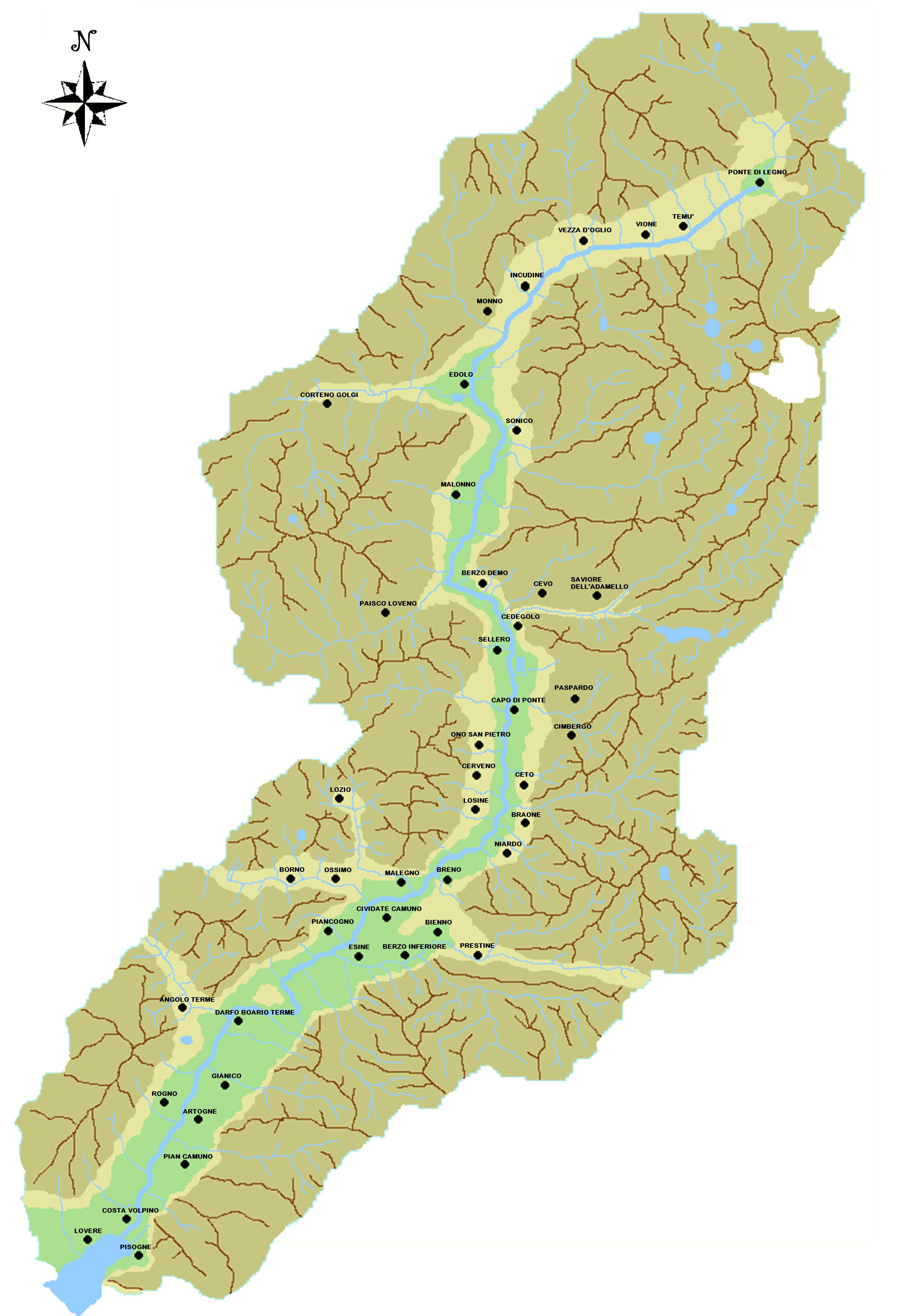
Карта Камоники

К востоку от Камоники расположены горы Адамелло, к западу — Бергамские Альпы, на севере — массив Ортлес. Долина начинается на севере у перевала Тонале (высота 1883 м над уровнем моря) и заканчивается на юге, в коммуне Пизонье у озера Изео. Площадь долины — около 1335 км², население — 118 323 человек. Через долину от Понте-ди-Леньо до озера Изео протекает река Ольо.

## История

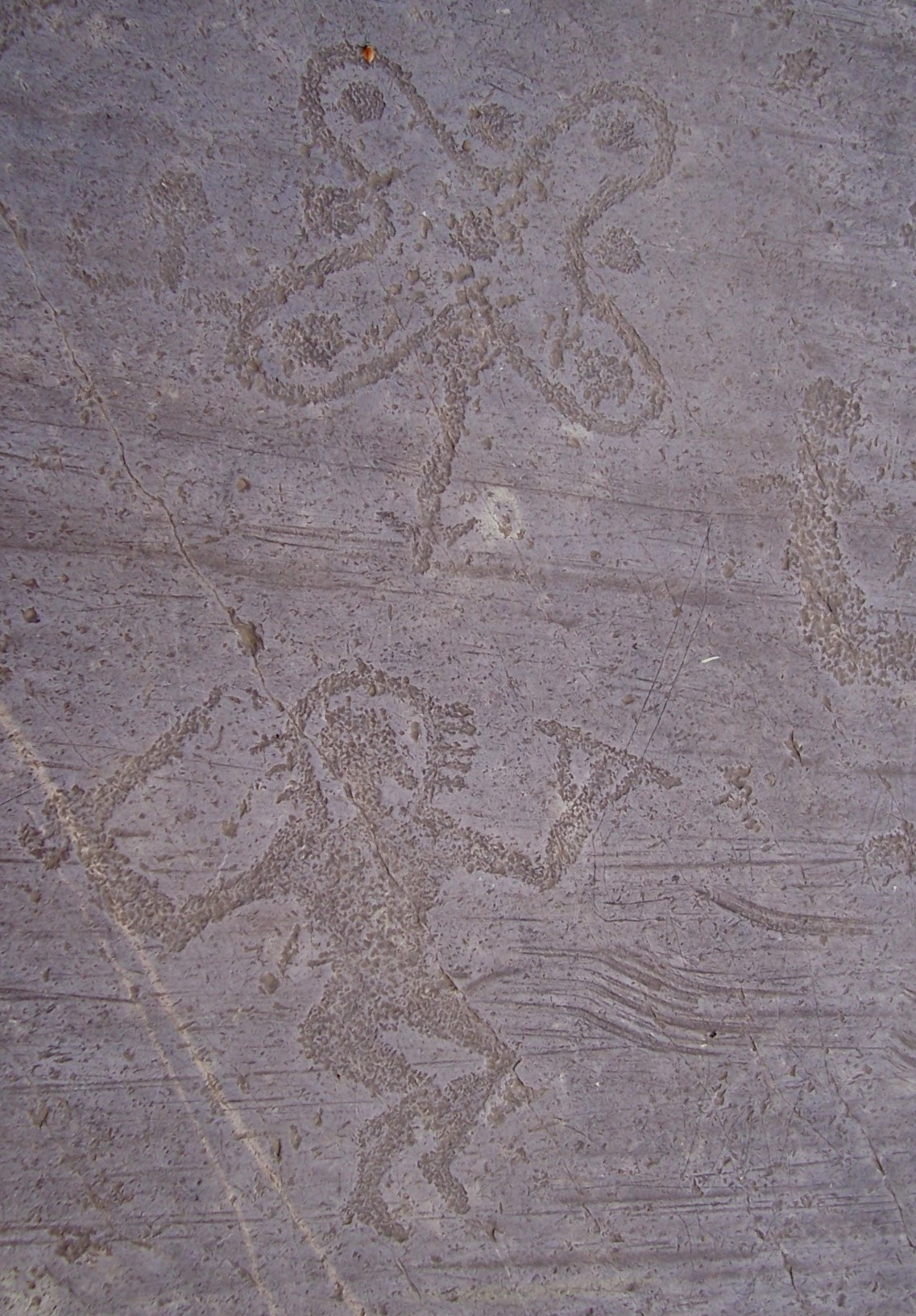
Наскальные рисунки

В Камонике находится крупнейшее собрание петроглифов в Европе — всего около 300 тысяч, большая часть которых относится к периоду от верхнего палеолита (6000 г. до н. э.) до XIX века н. э. Они включены в Список объектов Всемирного наследия ЮНЕСКО. Название долины происходит от латинского Vallis Camunnorum, что значит долина племени камунов, проживавших здесь незадолго до прихода римлян. Цезарь упоминает об обитателях Камоники как о воинственном племени, они играли большую роль в войнах гвельфов с гибеллинами, миланцев с венецианцами. До 1426 года долина находилась под властью Милана, а после войн 1427—1454 годов принадлежала Венецианской республике вплоть до 1797 года. В XIX веке Камоника была под властью Наполеона и Австро-Венгрии, и только в 1859 году стала частью Итальянского королевства. В 1914 году, после начала Первой мировой войны, линия фронта проходила в восточной части долины возле гор Адамелло. Сражения того периода известны под именем Белая война в Адамелло.

## Экономика

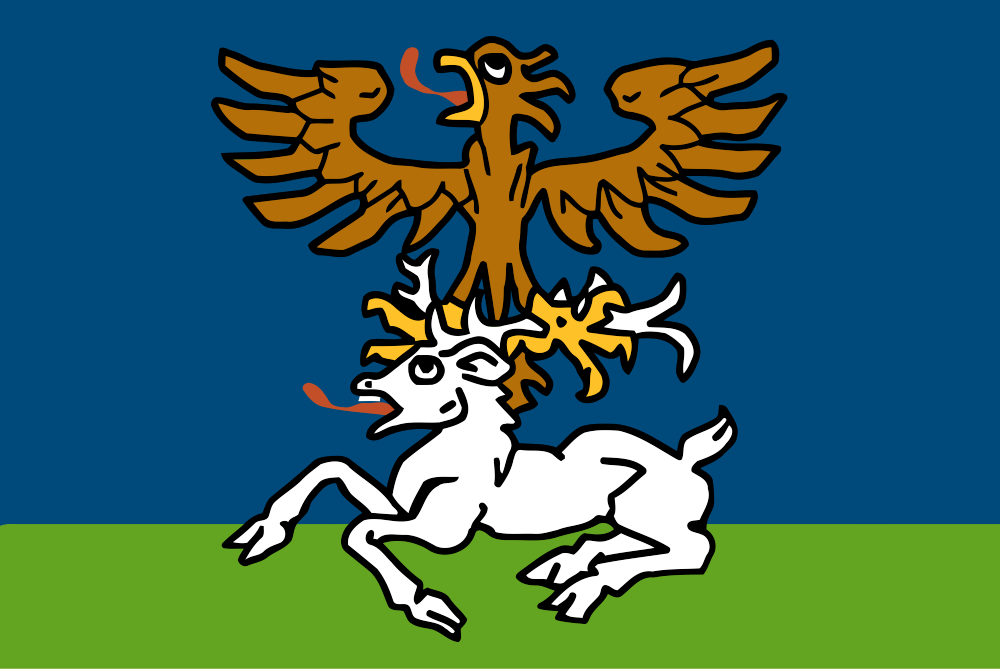
Флаг Камоники

В долине развиты горнодобывающая и текстильная промышленность, гидроэнергетика, земледелие, животноводство, а также туризм. Там расположены многочисленные развалины крепостей и замков, археологические парки, следы римских сооружений.